# افرای ۸۸۳۳
سیارک ۸۸۳۳ (به انگلیسی: 8833 Acer، نامگذاری:1989RW) هشت هزار و هشتصد و سی و سومین سیارک کشف شده‌است که در ۳ سپتامبر ۱۹۸۹ کشف شد.
قدر مطلق سیارک برابر ۱۳٫۲۰ است.